# Hasse Jeppson

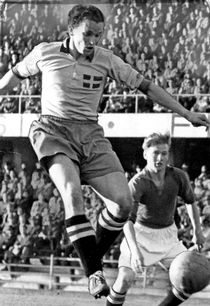
Hasse Jeppson

Hans Erik Johan Jeppson (Kungsbacka, 10 mei 1925 – Rome, 21 februari 2013) was een Zweeds voetballer. 
Jeppson was aanvaller, speelde 12 interlands voor Zweden en maakte ook 12 doelpunten. Hij was actief tijdens het wereldkampioenschap voetbal 1950 in Brazilië en maakte daar twee doelpunten. Zweden haalde de derde plaats.
Jeppson begon zijn loopbaan in 1946 bij Örgryte IS en speelde van 1947 tot 1951 bij Djurgårdens IF. Jeppson verruilde Stockholm voor Londen en  ging spelen bij Charlton Athletic FC. Na 11 wedstrijden en 9 doelpunten ging hij alweer weg en vertrok hij naar het Italiaanse Bergamo om te spelen bij Atalanta Bergamo. Hij maakte 22 keer een doelpunt in 27 duels. SSC Napoli kocht hem in 1952 voor 105 miljoen lire, een recordbedrag voor een transfer in die tijd; het leverde hem daar de bijnaam O'Banco e' Napule (Bank van Napels) op. Daar speelde de Zweedse spits het langst, namelijk 112 wedstrijden, waarin hij 52 doelpunten wist te maken. In 1956 sloot hij zijn loopbaan af in Turijn bij Torino FC. In zijn laatste jaar maakte hij nog 7 doelpunten in 19 wedstrijden.
De Zweden noemden hem Hasse Guldfot (Hasse Goudenvoet). Jeppson woonde vanaf 1980 in Italië en had een vakantiehuis in Zweden.